# Бабанов Омурбек Токтогулович
Омурбек Токтогулович Бабанов (кирг. Өмүрбек Токтогулович Бабанов, нар. 20 травня 1970) — киргизький державний і політичний діяч, прем'єр-міністр Киргизької Республіки в 2011—2012 роках (до 14 листопада 2011 в. о.).

## Життєпис
1993 року закінчив Московську сільськогосподарську академію імені К. А. Тимірязєва. 2005 року закінчив Академію народного господарства при уряді Російської Федерації. 2009 закінчив Киргизьку державну юридичну академію.
Впродовж певного часу займався бізнесом. Очолював низку фірм, що займались експортом бавовни, а також постачанням нафтопродуктів до Киргизстану. 2005 року після «тюльпанової» революції був обраний до лав Жогорку Кенеш.
2007 року був серед опозиційних сил, що вимагали відставки президента Курманбека Бакієва. Після повалення та втечі останнього з країни Бабанов увійшов до складу кабінету Алмазбека Атамбаєва, отримавши пост першого віце-прем'єра. Після обрання Атамбаєва президентом у жовтні 2011 року виконував обов'язки прем'єр-міністра. Пішов у відставку 1 вересня 2012 року в результаті розпаду коаліції парламентської більшості.
Від жовтня 2015 до листопада 2017 року був депутатом Жогорку Кенеш. У грудні того ж року оголосив, що йде з політики.
2016 року був визнаний найбагатшою людиною Киргизстану. Його статки оцінюються в 1,5 млрд. доларів США.